# Denis Diderot, écrivain
Ne doit pas être confondu avec Denis Diderot.
Denis Diderot, écrivain est un tableau réalisé par le peintre français Louis-Michel van Loo en 1767. Cette huile sur toile est un portrait de Denis Diderot en écrivain. 
L’œuvre, présentée au Salon de 1767, est conservée au musée du Louvre, à Paris.